# 国際柔道協会
国際柔道協会（こくさいじゅうどうきょうかい）とは、かつて存在した日本の柔道興業団体。いわゆるプロ柔道である。国際プロ柔道協会と呼ばれることもある。なお、国際オリンピック委員会に加盟している柔道の国際競技連盟である国際柔道連盟とは全く関係は無い興業団体である。

## 旗揚げまでの経緯
太平洋戦争後、柔道はGHQによって日本の民主化推進及び軍国主義払拭との観点から禁止となり、学校教育からも排除されるなど逼塞状況にあった。講道館はそうした状況に対し、1949年（昭和24年）5月に全日本柔道連盟を設立、同年10月には日本体育協会に加盟して国民体育大会に参加、プロとアマの区別を明確に規定するなど柔道の体育化、スポーツ化を志向して学校教育復帰の道をめざし、1950年（昭和25年）には新制中学校の選択科目に柔道が採用されるようになった。
こうした動きとは逆に「武道としての柔道の復興」と生活に困窮していた「柔道家の生活基盤の構築」を志向した牛島辰熊たちは柔道の興行化、プロ化を企画し、中心となって動き出した。
1950年（昭和25年）3月2日、国際柔道協会の結成式が開かれた。飯塚国三郎十段を顧問、会長に杉浦和介、理事長に森岡秀剛、理事に牛島辰熊や寺山幸一という布陣であった。またスポンサーとして高野建設（のちの前田道路）社長の高野政造（のちに会長）などがいた。参加選手は牛島の弟子であり、牛島が直接口説いた1949年全日本柔道選手権者の木村政彦を始め、山口利夫、遠藤幸吉、出口雄一、高木清晴、坂部保幸ら柔道有段者計22名（のち4人が脱退し18人）であった。
同年4月16日、東京の芝スポーツセンターで旗揚げ戦が行われた。決勝の試合は木村と山口の対戦となり、木村が山口を崩上四方固で抑え込み、初代全日本プロ柔道選手権のタイトルは木村のものとなった。木村には内閣総理大臣賞が贈られた。講道館館長の嘉納履正も観戦に訪れ、機関誌『柔道』にはコメントを載せた。作家の増田俊也はこれを「奨励」と表現している。

## 活動内容
プロ柔道は「見せるための柔道」として、従来の柔道では禁じ手となっていた、指、足首、手首、肩などへの関節技、胴絞、抱上からのスラムが認められていた。判定・引き分けを無くし、柔道着に赤い3本の線を入れる、などの工夫がなされたものであった。増田俊也によると首、膝への関節技は禁止されていた。その審判規定も引用して示している。一方で書籍『秘録日本柔道』は膝への関節技は解禁になったとしている。また指関節技で認められていたのは二本か三本以上の指を取った場合のみだったとしている。技ありは「合せて一本」は講道館ルールと同じように認められていた。
本拠地を池袋に置いた国際柔道協会は、東京の芝スポーツセンター旗揚げ戦の後、静岡を振り出しとして、北海道に至るなど、地方を巡業して回った。1950年5月27日には静岡県三島市で興行、7月17日・18日には北海道旭川市で興行、7月29日・30日には函館市で興行が行われた。
9月24日の静岡市での興行について述べると、通常の試合以外に、会場で木村政彦に対して挑戦者を募り、もし試合で木村に勝つことが出来れば賞金を贈呈するという試合、いわゆる賞金マッチが行われたりした。また、映画俳優の若原雅夫、津島恵子、鶴田浩二たちや歌手たちが参加して歌や踊りのあるエンターテイメント性あふれるアトラクションが開催されたりした。
9月30日には後楽園競輪場で興行が行われた。
この間、松竹の映画『春の潮』とコラボレーションし、木村と山口が本人役、他の選手もエキストラとして映画に出演するなどしたが、巡業における集客は必ずしも成功と言えるものではなかった。また、スポンサーであった高木建設がスポンサーから下りるなど、国際柔道協会は窮地に追い込まれ、選手への給料の支払いが滞るようになっていった。

## 崩壊とその後
給料の支払いが滞るなか、6月末に米国柔道協会によるハワイでの巡業の要請がトップ選手の木村政彦に打診された。山口、坂部も同調し、3人は国際柔道協会を脱退してのハワイ行きを決めた。国際柔道協会は裁判に訴えるなど、脱退組と衝突し、団体は混乱状態に陥った。こうした環境の中、10月以降の活動は見られず、団体は発足から一年も持たず、解散となった。 
団体崩壊後、アマチュアの柔道家に戻るものや、柔拳興行（柔道とボクシングの興行）に参加するものもいた。また、木村、山口、遠藤、高木（月影四郎）、出口（ミスター珍）らのようにプロレスラーとなったものがおり、プロレス団体として、木村は国際プロレス団（国際プロレスとは別団体）を、山口は全日本プロレス協会（全日本プロレスとは別団体）を後に設立するなどした。